# 2020년 바레인 그랑프리
2020년 바레인 그랑프리(2020 Bahrain Grand Prix)는 2020년 11월 29일 바레인 사키르 바레인 인터내셔널 서킷에서 열린 포뮬러 원 2020 시즌 열다섯번째 대회이자 열여섯번째 바레인 그랑프리이다. 공식 대회명은 포뮬러 1 걸프 에어 바레인 그랑프리 2020(Formula 1 Gulf Air Bahrain Grand Prix 2020)이다.
2020년 바레인 그랑프리는 2020년 바레인에서 2주 연속으로 열린 그랑프리의 첫번째 경기이다. 두번째 경기인 2020년 사키르 그랑프리는 같은 서킷의 다른 레이아웃으로 치러졌다.

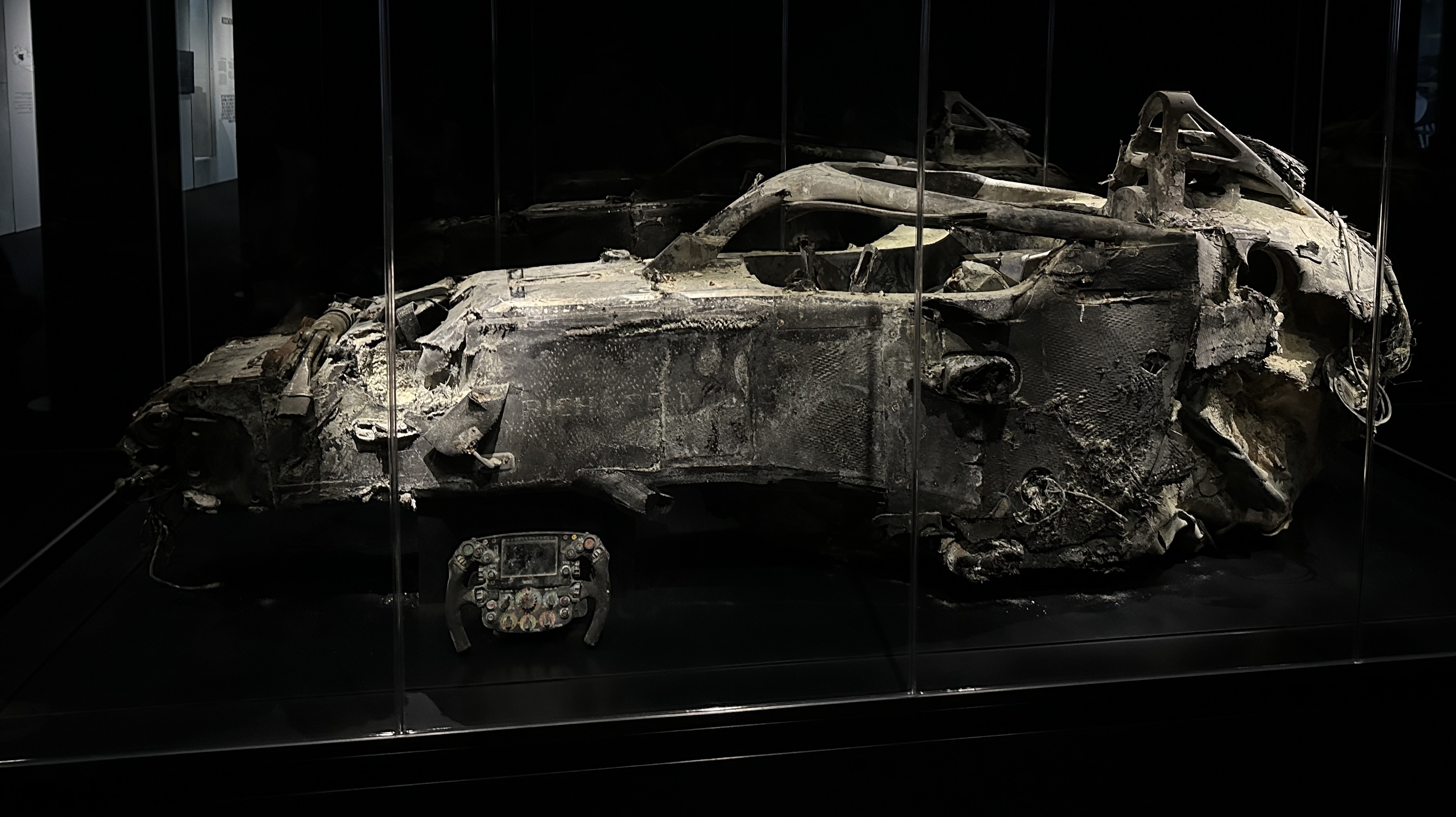
2023년 전시된 그로장의 차량 잔해 앞부분

로맹 그로장이 탑승한 하스 VF-20 차량이 배리어와 충돌하여 화재가 발생한 심각한 사고로 경기가 80분 간 중단되었다. 그로장은 손에 2도 화상을 입었으며, 2020년 시즌의 마지막 두 경기에 출장하지 않고 다음 시즌 인디카 시리즈에 출전하게 되면서 포뮬러 원을 떠나게 되었다. 폴 포지션에서 출발한 메르세데스의 루이스 해밀턴이 레드불 레이싱의 막스 페르스타펀과 알렉산더 알본에 앞서 우승을 차지했다. 사키르와 아부다비 그랑프리에서 세르히오 페레즈와 막스 페르스타펀이 각각 우승을 차지하면서, 이 경기는 2020 시즌의 마지막 메르세데스 우승이 되었다.